# I Am Not a Human Being II
I Am Not a Human Being II je desáté studiové album amerického rappera Lil Waynea, vydané dne 22. března 2013 u vydavatelství Young Money Entertainment, Cash Money Records a Republic Records. Jde o pokračování alba I Am Not a Human Being z roku 2010. Album bylo zařazeno mezi deset nejočekávanějších alb roku 2013; nejúspěšnější singl z alba je „Love Me“. Umístil se devátém místě americké hitparády US Billboard Hot 100.

## Seznam skladeb
1. „Ianahb“ – 5:38
2. „Curtains“ – 4:31
3. „Days and Days“ – 3:13
4. „Gunwalk“ – 4:31
5. „No Worries“ – 3:41
6. „Back to You“ – 5:29
7. „Trigger Finger Itchin“ – 4:32
8. „Beat the Shit“ – 4:28
9. „Rich as Fuck“ – 3:43
10. „Trippy“ – 4:23
11. „Love Me“ – 4:13
12. „Romance“ – 4:20
13. „God Bless Amerika“ – 5:03
14. „Wowzerz“ – 3:45
15. „Hello“ – 4:00

## Prodej
I Am Not a Human Being II debutovalo u čísla dva na americkém žebříčku Billboard 200 v prvním týdnu jeho vydání, se prodalo 217 tisíc kopií. Ve svém druhém týdnu se prodalo 68 000 kopií. Ve svém třetím týdnu se alba prodalo 42 000 kopií. Ve svém čtvrtém týdnu se prodalo 31 000 kopií. V pátém týdnu se prodalo 25 000 kopií. K 30. červenci 2013 se prodalo alba 529 000 kopií ve Spojených státech.celkem se prodalo 605 000 kopií.